# جوناثون بانكس
جوناثون بانكس (بالإنجليزية: Johnathon Banks)‏ مواليد 22 يونيو 1982 في ميشيغان، الولايات المتحدة، هو ملاكم أمريكي يصنف ضمن فئة الوزن الثقيل.

## إحصائيات
خاض خلال مسيرته 33 نزالا، فاز في 29 وتعادل في 1 وخسر في 3. فاز بالضربة القاضية في 19 نزالا.

## روابط خارجية
- جوناثون بانكس على موقع بوكس ريك (الإنجليزية) (registration required)